# Xya hauseri
Xya hauseri är en insektsart som först beskrevs av Günther, K.K. 1974.  Xya hauseri ingår i släktet Xya och familjen Tridactylidae. Inga underarter finns listade i Catalogue of Life.